# Огни Лондона
«Огни Лондона» (англ. The Fires of London), первоначально «Исполнители Пьеро» (англ. Pierrot Players) — британский камерный ансамбль, действовавший в 1967—1987 гг. и посвящённый исполнению академической музыки XX века. Энциклопедия «Британника» подчёркивает его высокую квалификацию.
Первоначальный состав ансамбля был собран композиторами Харрисоном Бёртуистлом и Питером Максвеллом Дэвисом для исполнения композиции Арнольда Шёнберга «Лунный Пьеро», по которой и получил название. В состав ансамбля, определённый партитурой этого произведения, вошли флейта, кларнет, скрипка, виолончель и фортепиано, к работе ансамбля часто присоединялись вокалисты и перкуссионисты; среди ключевых участников ансамбля был кларнетист Алан Рэй Хакер. В 1970 году Бёртуистл покинул ансамбль, а Дэвис переименовал его; в 1980—1984 гг. наряду с Дэвисом работой ансамбля руководил Джон Кару. Значительная часть работы ансамбля была связана с собственными композициями Дэвиса. Кроме того, в 1971 г. «Огни Лондона» приняли участие в состоявшейся в Берлине премьере скандального сочинения Ханса Вернера Хенце «Долгий путь в жилище Наташи Чудовище». В 1987 г., отпраздновав 20-летие ансамбля, Дэвис распустил его.